# Pierce Township (comté de Texas, Missouri)
Pierce Township est un township, situé dans le comté de Texas, dans le Missouri, aux États-Unis,.
Le township est fondé en 1852 et baptisé Jack's Fork Township en référence à la rivière Jacks Fork (en). Il est rebaptisé en 1854, en référence à J. W. Pierce, un pionnier.

### Source de la traduction
- (en) Cet article est partiellement ou en totalité issu de l’article de Wikipédia en anglais intitulé « Pierce Township, Texas County, Missouri » (voir la liste des auteurs).